# Marjorie Chambers
Eileen Marjorie Fosbery Chambers, OBE (* 29. Mai 1906 in Sydney, Australien; † 6. April 1989 in Christchurch, Neuseeland) war eine neuseeländische Krankenschwester, Lehrerin in der Krankenpflege und Administratorin im Pflegebereich von Krankenhäusern.

## Frühes Leben
Eileen Marjorie Fosbery Nancarrow wurde am 29. Mai 1906 als Tochter der Eheleute Violet Marjorie Campbell und dem Schifffahrtskaufmann Fosbery Maunsell Nancarrow in Sydney geboren. Beide Eltern waren Neuseeländer und so zog die Familie 1910 zurück nach Neuseeland, wo sie sich in Christchurch niederließ. Über Chambers’ Kindheit ist nichts bekannt. Obwohl die Eltern nicht sehr wohlhabend waren, schickten sie ihre Tochter auf das St. Margaret's College, das eine private Mädchenschule war. Nach Abschluss ihrer Schulzeit im Jahr 1923 wollte Chambers eigentlich ein Universitätsstudium beginnen, doch ihr Vater war dagegen, weil er die Universität für eine „Brutstätte des Kommunismus“ hielt. So wurde sie zunächst Erzieherin und absolvierte anschließend eine kaufmännische Ausbildung.

## Ehe
Nach einer Erkrankung erholte sich Chambers in der Hawke’s Bay und lernte dort den Schafzüchter Bernard Lowry Chambers kennen. Sie heirateten am 23. November 1927 in Dunedin. Von 1936 an lebte sie von ihm getrennt und ließ sich im Februar 1938 von ihm scheiden. Aus der Ehe gingen keine Kinder hervor.

## Krankenschwesterausbildung
Nach der Trennung von ihrem Mann benötigte Chambers ein eigenes Einkommen um für sich und ihre Kranken Eltern zu sorgen. Sie bewarb sich als Krankenschwester am en Christchurch Hospital, wurde aber zunächst abgelehnt. Erst als das Krankenhaus mit Grace Widdowson eine neue Oberschwester bekam, wurde sie zur Ausbildung zugelassen. Mit Abschluss ihrer Ausbildung wurde sie 1940 eine registrierte und damit in Neuseeland zugelassene Krankenschwester. 1941 schloss sie ihre Plunket-Ausbildung ab und wurde Stationsschwester des en Christchurch Hospital.

## Karriere
1944 ging Chambers für eine Weiterbildung nach Wellington und wurde nach ihrer Rückkehr nach Christchurch zu einer Lehrerschwester ernannt. Sie absolvierte eine Ausbildung zur Entbindungspfleger am Hutt Hospital, die sie im Juni 1948 mit Auszeichnung und beste Absolventin Neuseelands abschloss. Nach sechs Monaten wechselte sie zum Oamaru Hospital in Oamaru und startete dort am 1. Januar 1949 in ihrer neuen Position als Oberschwester. 1952 ging sie zurück nach Christchurch und übernahm dort am Christchurch Hospital die Position der Oberschwester und löste damit ihre damalige Förderin Grace Widdowson ab.

## Administratorin
In einer Zeit, in der seit dem Jahr 1938 der Krankenhausaufenthalt und die Dienstleistungen in ihm für die Patienten kostenlos war, musste die Krankenpflege neu organisiert und qualifiziertes Personal ausgebildet werden. Chambers nahm diese Herausforderung an und strukturiert die Krankenpflege neu, veränderte die Lehrpläne der Ausbildung in den Häusern in Oamaru und in Christchurch und war eine entschiedene Befürworterin des 1957 eingeführten neuen Lehrplans, der Geburtshilfe und Präventivmedizin in die Ausbildung der Krankenschwester neu einführte. Sie unterstützte auch 1966 die Einführung eines Schulabschlusses als Voraussetzung für die Krankenpflegeausbildung. Sie bemühte sich auch aufgrund des Bedarfes ältere und verheiratete Frauen für die Krankenpflege zu gewinnen. Die Beschäftigung von Teilzeitkräften war für sie auch kein Thema. Chambers spielte eine aktive Rolle in den Angelegenheiten der Krankenpflege, sah jedoch nicht die Veränderung in den Jahren kommen, dass die Ausbildung aus den Krankenhäusern herausgenommen und in ein eigens Ausbildungssystem überführt wurde.
Chambers wirkte an den Ausschüssen mit, die Neubauprogramm für das Christchurch Hospital untersuchten und beaufsichtigte dann die Eröffnung des neuen Princess Margaret Hospitals in Christchurch sowie die Erweiterung mehrerer Schwesternwohnheime. 1963 wurde sie zur Oberschwester für alle Einrichtungen der Behörde in Christchurch ernannt, was bedeutete, dass sie die direkte Kontrolle über die Einrichtungen zugunsten der Gesamtleitung der allgemeinen Pflegedienste aufgeben musste. Sie legte ihre Schwesternuniform ab, was als ein Zeichen für einen neuen Führungsstil in der Krankenpflege gewertet werden konnte, und bezog ein Büro außerhalb des Krankenhausbereiches.
Eileen Marjorie Fosbery Chambers verstarb am 6. April 1989 im Alter von 82 Jahren in Christchurch.

## Mitgliedschaften
Chambers war:
– Mitglied der New Zealand Registered Nurses’ Association, wurde 1950 Mitglied des Exekutivausschusses und war Mitglied in den Ausschüssen für Pflegeausbildung und Pflegedienste.
– Präsidentin der beiden Zweigstellen North Otago und Canterbury der Association
- von 1956 bis 1960 die nationale Präsidentin der Association
– Mitglied des Vorstands des International Council of Nurses
– Vorsitzende der Regionalgruppe Südpazifik des International Council of Nurses
– Mitglied des Ausschusses für Pflegedienste des International Council of Nurses
– von 1958 bis 1966 Mitglied des Nurses and Midwives Board
Aufgrund ihrer Mitgliedschaften nahm sie an den verschiedenen internationalen Konferenzen in Großbritannien, Europa, Japan und Australien teil, an denen ihre Organisationen beteiligt waren.

## Ehrungen
- 1963 – Officer of the Most Excellent Order of the British Empire (OBE)[2]
- 1966 – Im April 1966 wurde von der Künstlerin Olivia Spencer Bower von ihr ein Porträt erstellt.[1]